# Orfeus v podsvětí
Orfeus v podsvětí (francouzsky Orphée aux enfers), je opéra bouffe francouzského skladatele Jacquese Offenbacha. Její libreto napsal spisovatel Ludovic Halévy, později bylo revidováno Hectorem-Jonathanem Crémieuxem.
Orfeus v podsvětí, poprvé uvedený v roce 1858, je považován za první klasickou celovečerní operetu. Dřívější Offenbachovy operety byly drobné jednoaktovky, neboť nařízení ve Francii nedovolovalo pro určité žánry uvádět díla standardní délky. Orfeus byl nejen delší, ale také hudebně odvážnější než jeho starší kusy.
Offenbach v Orfeovi poprvé ve svých dílech použil prostředí řecké mytologie. Opereta je parodií Gluckova Orfea a Eurydiky a vrcholí nevázaným Pekelným kvapíkem (Galop infernal), který během premiéry vzbudil pohoršení části publika. Mezi další témata satiry patřila nabubřelá představení klasických dramat v Comédie-Française a společenské a politické skandály druhého francouzského císařství. To se stalo typickým i pro další Offenbachovy burlesky.
Pekelný kvapík ze 2. obrazu druhého jednání se proslavil i mimo okruh klasické hudby jako hudba pro tanec kankán (cancan) až do té míry, že melodie je všeobecně, ale mylně nazývána kankán. Saint-Saëns si kvapík vypůjčil a upravil ho pro smyčce, aby představoval želvu v jeho Karnevalu zvířat.

## Premiérová uvedení
První provedení dvouaktové verze opéra bouffe se uskutečnilo 21. října 1858 v Théâtre des Bouffes-Parisiens v Paříži a následovalo prvních 227 repríz. Poté se vrátila na jeviště o několik týdnů později, toto mezidobí posloužilo pro odpočinek účinkujících. Pro účel vídeňského uvedení roku 1860 vytvořil Carl Binder předehru, která dosáhla značné proslulosti, počínaje ráznou fanfárou, následovanou jemnou milostnou písní, dramatickou pasáží, složitým valčíkem a nakonec i známou „kankánovou hudbou“.
Českou premiéru mělo německy hrané dílo v pražském Královském zemském divadle 31. prosince 1859. Česky se poprvé hrálo v Prozatímním divadle 13. prosince 1863, pod nastudováním Adolfa Čecha. V Americe se dílo poprvé hrálo od března 1861, a to německy ve Stadt Theatre na Broadwayi. V londýnském Her Majesty’s Theatre se od premiéry 26. prosince 1865 odehrálo 76 představení v nastudování J. R. Planché.
Čtyřaktová verze označená jako opéra féerie byla poprvé uvedena v Théâtre de la Gaîté dne 7. února 1874. Tato úprava však nedosáhla popularity původní dvouaktové verze.

## Kritické přijetí
V očích kritiků Clémenta a Larousse je dílo „hrubou a groteskní parodií“ (une parodie grotesque et grossière), plnou vulgárních a neslušných scén, které vydávají „nezdravý zápach“ (une odeur malsaine). Profesor Jean-Bernard Piat však hodnotí Offenbachova Orfea, podobně jako většinu jeho hlavních operet, jako „klenot“ (bijou) který nejsou schopni ocenit jen snobové. Dílo se nestalo okamžitým hitem, ale jeho odsouzení řadou kritiků, zvláště Julesem Janinem, který je nazval „znesvěcením posvátného a slavného starověku“, jen poskytovalo životně důležitou publicitu sloužící k rozdmýchání touhy zvědavé veřejnosti zhlédnout tento kus.

## Osoby a první obsazení
| osoba                                                                                              | hlasový obor | premiéra 1. verze (21.10.1858)                          | vídeňská premiéra (17.3.1860) | česká premiéra (31.12.1859) | premiéra v češtině (13.12.1863) | premiéra 2. verze (7.2.1874)           |
| -------------------------------------------------------------------------------------------------- | ------------ | ------------------------------------------------------- | ----------------------------- | --------------------------- | ------------------------------- | -------------------------------------- |
| Jupiter, otec bohů                                                                                 | baryton      | Désiré (vl. jm. Amable Courtecuisse)                    | Johann Nepomuk Nestroy        | Carl Dolt                   | Josef Svoboda                   | Christian (vl. jm. Christian Perrier)  |
| Junon [Juno], jeho choť                                                                            | mluvená role | Félicie Enjalbert                                       | Herzog                        | Kolar                       | Magdaléna Hynková starší        | Pauline Lyon                           |
| Aristée [Aristeus], pastýř / Pluton [Pluto], pán podsvětí                                          | tenor        | Léonce (vl. jm. Édouard-Théodore Nicole)                | Carl Treumann                 | Friedrich W. Hassel         | František Sák                   | Achille-Félix Montaubry                |
| Orphée [Orfeus], učitel hudby                                                                      | tenor        | Henri Tayau                                             | Philipp Grobecker             | Augustin Markwordt          | Josef Kysela                    | Meyronnet                              |
| John Styx, Plutův pomocník                                                                         | tenor        | Bache (vl. jm. Alexandre Debruille)                     | Wilhelm Knaack                | Scutta                      | Josef Sekyra                    | Alexandre (vl. jm. Augustin Guillemet) |
| Mercure [Merkur], božský posel                                                                     | tenor        | Jean-Paul                                               | Holm                          | Josef Sekyra                | Josef Křtín                     | Pierre Grivot                          |
| Bacchus [Bakchus], bůh vína                                                                        | tenor        | Antognini                                               | Duchoslav sen.                | Salm                        | Augustin Nikolai                | Chevalier                              |
| Mars, bůh války                                                                                    | baryton      | Floquet                                                 | Louis (Alois) Grois           | Chramosta                   | Arnošt Grund                    | Gravier                                |
| Eurydice [Eurydika], Orfeova žena                                                                  | soprán       | Lise Tautin (vl. jm. Louise-Emélie-Victorine Vaissière) | Therese (Braunecker-)Schäfer  | Müller                      | Terezie Boschettiová            | Marie Cico                             |
| Diane [Diana], bohyně lovu                                                                         | soprán       | (Marie-)Pierrette(-Amélie) Chabert                      | Helene Weinberger             | Carl Adolph Fries           | Nejedlá                         | Berthe Perret                          |
| Vénus [Venuše], bohyně lásky                                                                       | soprán       | Marie Garnier                                           | Zöllner                       | Gantsch                     | Šperlinková                     | Angèle                                 |
| Cupidon [Kupid], její syn                                                                          | mezzosoprán  | Coralie Guffroy                                         | Kittner                       | Valentini                   | Anna Hegeratová(-Čapková)       | Matz-Ferrare                           |
| Veřejné mínění (L'Opinion publique)                                                                | mezzosoprán  | Marguerite Macé(-Montrouge)                             | Anna Grobecker                | Hassel                      | Marie Lipšová                   | Élvire Gilbert                         |
| Minerve [Minerva], bohyně moudrosti                                                                | soprán       | Marie Cico (vl. jm. Alexandrine-Louise-Hortense Trotté) | Mohr                          | Lipsch                      | Mathilda Buřínská               | Castello                               |
| Morphée [Morfeus], bůh spánku                                                                      | tenor        | Marchand (vl. jm. Georges Dejon)                        | Wansche                       | Schuster                    | …                               | Damouriati                             |
| Cerbère [Kerberos]                                                                                 | štěkaná role | Tautin père (vl. jm. Jacques-Adolphe Vaissière)         | Werner                        | …                           | …                               | Monet                                  |
| Bohové a bohyně (2. verze: též pastýři, a pastýřky, městští radní, liktoři, podsvětní duchové aj.) |              |                                                         |                               |                             |                                 |                                        |
| Dirigent:                                                                                          | Dirigent:    | Jacques Offenbach                                       | Carl Binder                   | …                           | Adolf Čech                      | Albert Vizentini                       |

## Děj opery – dvouaktová verze (1858)

### 1. dějství

#### 1. obraz – Smrt Eurydiky
(Krajina poblíž Théb s polem, příbytkem pastýře a prodejce medu Aristea a učitele hudby a ředitele „Orphéonu“ Orfea – introdukce) Divákům se představuje Veřejné mínění. Ve veršovaném proslovu se označuje za alegorickou postavu, která v současnosti mnohem efektivněji nahrazuje starořecký chór, protože se nespokojí jen s komentováním děje, ale je připraveno zasáhnout, pokud bude třeba postavy ukáznit.
Přichází Eurydika. Sbírá chrpy a věnčí jimi chatrč pohledného pastýře Aristea (č. 1 píseň Eurydiky La femme dont le cœur rêve). Její choť Orfeus sem přichází na schůzku s nymfou Maquillou. Oba manželé jsou z neočekávaného setkání v rozpacích a brzy se dávají do hádky. Eurydika beze všeho přiznává, že je Orfeovi nevěrná s Aristeem, protože se v něm zklamala: jeho básně a především vrzání na housle jí jdou silně na nervy. Uražený Orfeus jí za trest zahraje úryvek ze svého nového houslového koncertu. Zatímco hraje a přitom vychvaluje své dílo, Eurydika úpí a zacpává si uši (č. 2 duet s houslovým sólem Ah! c'est ainsi? – Oui, mon ami). Oba se navzájem nesnášejí, ale Orfeus nechce dát svolení k rozvodu, protože by to uškodilo jeho pověsti a přišel by o žáky. Odchází a varuje Eurydiku, že do pole nastražil pasti na ni nebo na jejího milence, pokud by si v něm chtěli dát schůzku.
Přichází pastýř Aristeus a zpívá idylickou pastorelu (č. 3 Plutova pastevecká píseň Moi, je suis Aristée … Voir voltiger sous les treilles). Ale ve skutečnosti je to převtělený bůh podsvětí Pluto a má ďábelský plán. Chce dostat Eurydiku k sobě do podsvětí, a proto také sám poradil Orfeovi nastražit past. Eurydika ho spatří a varuje, ale Aristeus toho nedbá a kurážně vstupuje do pole. Eurydika mu běží vstříc a je chycena do pasti. Umírá, ale k jejímu překvapení jí je smrt příjemná (č. 4 Eurydičina smrt – kuplet La mort m'apparaît souriante a melodram). Vedena Plutovou rukou zanechává manželovi vzkaz o tom, co se jí stalo, a míří se svým svůdcem do podsvětí.
Orfeus se vrací, nachází zprávu a nemůže věřit svému štěstí. Spěchá za svou milenkou, ale zastaví ho Veřejné mínění. Přikazuje mu jít za Jupiterem a žádat svou ženu zpátky. Orfeus se vzpouzí, ale Veřejné mínění na něho ví příliš mnoho, včetně jeho podílu na Eurydičině smrti, tak se musí volky nevolky pod jeho vedením vydat na Olymp (č. 5 melodram a duetino Orfea a Veřejného mínění Viens, c'est l'honneur qui t'appele).

#### 2. obraz –Olymp
Všichni bohové pochrupují na obláčcích, Morfeus je omamuje mákem. Nad ránem postupně přicházejí ze země společensky unavení Venuše a Kupid a ihned upadají do spánku. Teprve když zvuk loveckého rohu ohlašuje příchod Diany, budí Jupiter všechny k jejímu přivítání. Diana je rozrušena – jako obvykle se vydala ke své ranní lázni, ale její milý Aktéon tam nebyl (č. 6 meziaktní hudba, sbor o spánku Dormons, dormons, kuplet Venuše a Kupida Je suis Vénus: Mon amour a Dianin kuplet Quand Diane descend dans la plaine). Jupiter totiž proměnil Aktéona v jelena, aby před smrtelníky uhájil Dianinu pověst. Diana se zlobí a Jupiterova choť Juno si stěžuje, že sám o cudnost tolik nedbá. Jupiter to zamluví, vyčítá jednotlivým bohům jejich poklesky a pak je posílá k obědu. Bohové odcházejí bez nadšení – na jídelním lístku je jako vždy jen ambrózie a nektar. Juno pak manžela obviňuje: na zemi se rozšířila zpráva, že Orfeovu Eurydiku unesl jeden z bohů, a Juno ihned hádá na Jupitera. Ten se však brání: má v podezření Pluta. Božský posel Merkur se vrací z podsvětí a potvrzuje Jupiterův dohad.
Pluto byl předvolán. Poníženě zdraví Jupitera a nabubřele opěvuje krásy Olympu, z jeho slov je však cítit, že podsvětí nabízí jiné a lákavější požitky, včetně kulinárních. Bohové se totiž začínají bouřit proti olympskému stravovacímu režimu (č. 7 sbor o vzpouře Aux armes! dieux et demi-dieux). Jupiter se snaží obnovit svou autoritu tím, že ohlašuje Plutův zločin a hrozí trestem. Jenže ostatní bohové ho usvědčují z pokrytectví a připomínají, kolik smrtelnic svedl on sám (č. 8 rondo o proměnách Pour séduir Alcmène la fière). Juno demonstrativně omdlévá a hrozí, že zavládne úplný chaos, když Merkur ohlašuje příchod Orfea a Veřejného mínění. Bohové se ihned dávají do pořádku, aby na smrtelníky zapůsobili důstojně.
Orfeus vstupuje proti své vůli a jen neustálé pobízení Veřejného mínění ho donutí, by obřadně požádal o navrácení své ženy z podsvětí. K jeho i Plutově zklamání Jupiter jeho žádosti ihned vyhoví a sám se hodlá vydat do podsvětí, aby na vydání Eurydiky Orfeovi dohlédl. Všichni bohové hned žadoní, aby je vzal s sebou, a tak se nakonec celý Olymp v průvodu vydává do Plutovy říše (č. 9 finále Il approche! Il s'avance! … Ô roi des cieux et de la terre… Partons, partons).

### 2. dějství

#### 3. obraz – KrálBoiótie
(Plutonův budoár – č. 10 meziaktní hudba) Eurydika se v podsvětí nesmírně nudí. Je tam jen chvíli a Pluto už ji zanedbává a navíc drží pod zámkem. Hlídá ji přitom John Styx, Plutův pomocník a bývalý král Boiótie, jenž Eurydice zdlouhavě vypráví vzpomínky na svůj pozemský život (č. 11 kuplet krále Arkádie Quand j'étais roi de Béotie). Usiluje o Eurydičinu náklonnost, je však už značně podroušen vodou z Léthé, řeky zapomnění. Hluk ohlašuje příchod Pluta a ostatních bohů a John Styx rychle zavírá Eurydiku do tajné místnosti.
Pluto přichází s Jupiterem a ukazuje mu svůj budoár. Jupiter místnost důkladně prohledává, ale Pluto stále Eurydičin únos zapírá. Jupiter najde zámek k tajným dveřím, ale nedá to najevo a vrací se s Plutem na slavnost, kterou pán podsvětí olympským bohům připravil. Vzápětí je však zpátky proměněný v mouchu a klíčovou dírkou proniká do Eurydičina pokoje. Eurydika je krásným hmyzem okouzlena, honí ho a nakonec chytne do závoje (č. 12 duet o mouše Il m'a semblé sur mon épaule… Bel insecte à l'aile dorée). Jupiter se jí dá poznat a slibuje, že ji odsud osvobodí a odvede na Olymp. Zatím ať se v přestrojení za bakchantku dostaví na Plutonovu slavnost.
Pluto se dozvěděl o Jupiterově proměně a rychle se vrací, Eurydičin pokoj je již však prázdný. John Styx, vodou z Léthé už zcela zmožený, mu není schopen podat vysvětlení, ale Pluto zaslechne Eurydičin zpěv a ví, že je ještě mezi hosty (č. 13 závěrečná scéna Bel insecte à l'aile dorée).

#### 4. obraz –Podsvětí
(Podsvětí, na březích Styxu) Bohové hodují, pijí, baví se a zpívají (č. 14 pekelný sbor Vive le vin, vive Pluton). Eurydika v šatech bakchantky na všeobecnou žádost zpívá chvalozpěv na Bakcha (č. 14a Eurydičin hymnus na Bakcha J'ai vu le dieu Bacchus, sur sa roche fertile). Pak bohové tančí menuet, který se brzy zvrhne v pekelný kvapík (č. 15 menuet a pekelný kvapík se sborem Maintenant je veux, moi, qui suis mince et fluet… Ce bal est original). Jupiter chce rozjásané vřavy využít a unést Eurydiku, ale Pluto mu zastoupí cestu. Škodolibě poukazuje na blížícího se Orfea. Eurydiku nemůže mít ani jeden z obou bohů, protože ji Jupiter odpřisáhl vrátit manželovi.
Eurydika se děsí, ale Jupiter má plán. Orfeovi, který podpírán Veřejným míněním rezignovaně žádá o Eurydiku, ji vládce olympský vrací, ale s podmínkou, že se na svou ženu po celou cestu z podsvětí na zemi nesmí ohlédnout. Veřejné mínění je triumfálně provází a bohové se dohadují, zda se Orfeus obrátí nebo ne. Jupiter sázel na Orfeovu zvědavost, ale když ten hledí stále před sebe, spustí Jupiter hrom. Orfeus se leknutím obrátí a ke zlosti Veřejného mínění ztrácí Eurydiku navždy. Ta tedy zůstane s bohy, a aby se o ni s Plutem nehádal, učiní ji Jupiter bakchantkou. Divokou oslavou Bakcha příběh končí (č. 16 finále Ne regarde pas en arrière… Bacchus! Mon âme légère).

## Instrumentace
(Verze 1858) Dvě flétny (2. též pikola), hoboj, dva klarinety, fagot; dva lesní rohy, dvě trubky, pozoun (nebo 3 pozouny); tympány, bicí souprava; smyčcové nástroje (housle, violy, violoncella, kontrabasy).
(Verze 1874) Dvě flétny (2. též pikola), dva hoboje, dva klarinety, dva fagoty; dva lesní rohy, dvě trubky, tři pozouny; tympány, dvě bicí soupravy; smyčcové nástroje.

## Nahrávky
- 1977 (CD 1994 EMI Electrola. CMS 5 65384 2) Zpívají: (Eurydika) Anneliese Rothenberger, (Jupiter) Benno Kusche, (Aristeus-Pluto) Ferry Gruber, (Orfeus) Adolf Dallapozza, (veřejné mínění) Gisela Litz, (Kupid) Brigitte Lindner, (Diana) Grit van Jüten, (Venuše) Kari Lövaas, (John Styx) Theo Lingen, (Merkur) Gerd W. Dieberitz. Sbor Kolínské opery a Philharmonia Hungarica řídí Willy Mattes (v němčině).
- 1997 (1998 EMI Classics: DVD …, CD 7243 5 56725 2 0) Zpívají: (Eurydika) Nathalie Dessay, (Jupiter) Laurent Naouri, (Aristeus-Pluto) Jean-Paul Fouchécourt, (Orfeus) Yann Beuron, (veřejné mínění) Ewa Podleś, (Kupid) Patricia Petibon, (Diana) Jennifer Smith, (Venuše) Véronique Gens, (Juno) Lydie Pruvot, (John Styx) Steven Cole, (Merkur) Étienne Lescroart, (Minerva) Virginie Pochon. Orchestr a sbor Opéra National de Lyon a Orchestre de Chambre Grenoble řídí Marc Minkowski.